# Bulbophyllum longissimum
Bulbophyllum longissimum är en orkidéart som först beskrevs av Henry Nicholas Ridley, och fick sitt nu gällande namn av Johannes Jacobus Smith. Bulbophyllum longissimum ingår i släktet Bulbophyllum och familjen orkidéer.
Artens utbredningsområde är Thailand. Inga underarter finns listade i Catalogue of Life.